# Патриарх Венеции
Патриарх Венецианский — ординарий католического патриархата Венеции. В настоящее время один из пяти епископов Римско-католической церкви латинского обряда, носящих титул патриарха, более характерный для Восточных церквей (православия и восточнокатолических церквей). Другими являются Патриарх Лиссабона, Патриарх Иерусалима, Патриарх Восточной Индии и Патриарх Западной Индии.

## История
Патриарх Венеции — один из немногих патриархов латинского обряда в Католической церкви. В отличие от патриархов православной Церкви и патриархов восточного обряда в католической Церкви, не обладает специальными административными полномочиями, и его титул в настоящее время является почётным отличием венецианского архиепископа, имеющим в основном церемониальное значение.
Исторически венецианский патриархат восходит к патриархату Аквилеи. В 606 году после длительного церковного конфликта Аквилейский патриархат распался на две части, предстоятели которых равно претендовали на патриарший титул. Глава одного из соперничающих патриархатов в 700 году принял титул патриарха Градо по местонахождению своей постоянной резиденции. С течением времени патриархи Градо оказались в зависимости от Венецианской Республики, а являвшиеся вассалами германского императора патриархи Аквилеи в 1027 году и 1044 году нападали на Градо и разоряли его.
Первая епископская кафедра на территории самой Венеции возникла в 774 году, когда, с согласия папы Адриана I и патриарха Градо Иоанна IV, епископом был поставлен некто Обелерий. Его кафедра находилась на островке Оливоло, а юрисдикция простиралась на соседние острова Венецианской лагуны, на которых впоследствии возник город Венеция. В 825 году при четвёртом епископе, Урсе (Орсо), сыне дожа Иоанна Партиципация (Джованни Партечипацио), в Венецию были перенесены мощи легендарного основателя Аквилейского патриархата, евангелиста Марка, что стало основой для роста престижа венецианской епархии.
С 1074 года, когда кафедру занял Генрих Контарини, епископы Оливоло стали назваться епископами Кастелло. В начале XII века патриарх Градо перенес свою резиденцию в Венецию, сделав своим кафедральным храмом церковь Сан-Сильвестро. С этого времени в Венеции фактически находилась резиденция трех епископов: патриарха Градо, его суффрагана — епископа Кастелло, а также «примицерия св. Марка» — настоятеля базилики Сан-Марко, имевшего епископский сан и подчинявшегося непосредственно дожу. После того, как в 1261 году византийцы отвоевали у крестоносцев Константинополь, в Венецию переселился и латинский патриарх Константинополя Панталеоне Джустиниани.
После смерти в 1451 году патриарха Градо Доменико Микеля папа Николай V своей буллой «Regis aeterni» («Царя вечного…») формально упразднил патриархат Градо. Титул и полномочия патриарха, включая юрисдикцию над епископами Далмации, перешли к епископу Кастелло. Этот шаг был продиктован как упадком старого патриархата, так и возросшим могуществом Венецианской Республики, желавшей, чтобы её церковно-административный центр не только де-факто, но и де-юре находился в столице государства. Первым патриархом Венеции стал св. Лоренцо Джустиниани (1381—1456).
Кафедра патриарха Венеции при этом по-прежнему находилась в храме Сан-Пьетро ди Кастелло. В патриаршем богослужении сохранялись отдельные рудименты древнего аквилейского обряда, унаследованные через литургические традиции патриархата Градо. Базилика святого Марка с её собственным капитулом и сложным литургически-церемониальным укладом вплоть до конца XVIII века оставалась, в сущности, дворцовым храмом дожа, обладавшего, как считалось, не только светской, но и духовной властью (как писал уже в XVIII веке Казанова, «то часовня Дожа, и ни один государь на свете не может похвастать подобной часовней»).
Право избирать патриарха присвоил себе Сенат Венецианской республики, не всегда считавшийся при этом с мнением Святого престола; Республика всячески отстаивала своё право на автономию в церковных делах, что нередко приводило к конфликтам с Римом — так, в 1606 году папа Павел V отлучил от церкви венецианское правительство и наложил на Венецию интердикт. Вплоть до падения республики патриархами избирались обыкновенно представители знатнейших венецианских семейств (Морозини, Фоскари, Контарини, Барбариго и др.).
В 1807 году Никола Гамброни, избранный патриархом по протекции вице-короля Италии, принца Евгения, перенес свою кафедру в базилику святого Марка, потерявшую свой специфический статус после упразднения Венецианской республики Наполеоном. Церковь Сан-Пьетро ди Кастелло и примыкающий к ней старинный патриарший дворец постепенно стали после этого приходить в запустение.
Привилегированное положение патриарха Венеции среди итальянского духовенства и до сих пор проявляется, в частности, в том, что новый патриарх традиционно получает кардинальскую шапку на ближайшей консистории, если к тому моменту он ещё не является кардиналом (с 1827 года эта традиция связывать сан патриарха Венеции с кардинальским достоинством ещё не нарушалась ни разу). После того, как территории бывшей Венецианской республики вошли в состав Австрийской империи, императоры настаивали на своем праве утверждать кандидатуры патриархов, основываясь на своем статусе королей Ломбардии и Венеции. В 1893 году, когда папа Лев XIII назначил венецианским патриархом Джузеппе Сарто, власти Итальянского королевства выступили с протестом, заявляя, что после объединения Италии право назначать патриарха перешло от Австрии к Италии. Инцидент был исчерпан в 1894 году, и с тех пор светские власти в процедуру назначения патриархов не вмешивались.
В XX веке трое патриархов Венеции стали римскими папами: Пий X (1903), Иоанн XXIII (1958) и Иоанн Павел I (1978).
С 2002 года по 2011 год патриаршую кафедру занимал Его Высокопреосвященство кардинал Анджело Скола, считавшийся одним из папабилей на Конклаве 2005 года, который избрал папой римским Бенедикта XVI, но, согласно неподтверждённым данным, не получивший тогда ни одного голоса. С 2012 года патриархом Венеции является Франческо Моралья, в настоящий момент (сентябрь 2018 года) пока еще не возведенный в сан кардинала.

## Патриархи Венеции с 1820 года
- Иоганн Ладислаус Пиркер (2 октября 1820 — 9 апреля 1827) — цистерцианец, в 1827 году назначен архиепископом Эгера;
- Джакомо Монико (9 апреля 1827 — 25 апреля 1851);
- Пьетро Антонио Мутти, бенедиктинец, (15 марта 1852 — 9 апреля 1857);
- Анджело Франческо Рамаццотти (15 марта 1858 — 24 сентября 1861);
- Джузеппе Луиджи Тревизанато (7 апреля 1862 — 28 апреля 1877);
- Доменико Агостини (22 июня 1877 — 31 декабря 1891 †);
- Джузеппе Мелькиоре Сарто (15 июня 1893 — 4 августа 1903, избран Папой);
- Аристиде Каваллари (13 марта 1904 — 24 ноября 1914 †);
- Пьетро Ла Фонтэн (5 марта 1915 — 9 июля 1935 †);
- Адеодато Джованни Пьяцца, кармелит, (16 декабря 1935 — 1 октября 1948);
- Карло Агостини (5 февраля 1949 — 28 декабря 1952);
- Анджело Джузеппе Ронкалли (15 января 1953 — 28 октября 1958), (избран Папой);
- Джованни Урбани (11 ноября 1958 — 17 сентября 1969 †);
- Альбино Лучани (15 декабря 1969 — 26 августа 1978) (избран Папой)
- Марко Че (7 декабря 1978 — 5 января 2002);
- Анджело Скола (5 января 2002 — 28 июня 2011);
- Франческо Моралья (с 31 января 2012).